# Nowy Dwór (powiat Sokólski)
Nowy Dwór is een dorp in het Poolse woiwodschap Podlachië, in het district Sokólski. De plaats maakt deel uit van de gemeente Nowy Dwór en telt 830 inwoners.